# DJ Antoine
Antoine Konrad (* 23. června 1975, Švýcarsko), také známý jako DJ Antoine, je švýcarský hudební DJ House a hudební producent.
Má na kontě mnoho úspěšných singlů a alb publikovaných v západní Evropě, respektive ve Švýcarsku. Jeho první tvorbou bylo roku 2000 album Houseworks 01, a od tohoto roku publikoval mnoho desek. Jedna z jeho nejpopulárnějších, Jealousy (publikováno roku 2007) je jeho nejprodávanějším albem. Prodal přes 1 milion CD a založil svou vlastní nahrávací společnost, Houseworks a Egoïste. Velice populární je také v Kanadě a Spojených státech.

## Diskografie
Studiová alba
- Stop! (2008)
- 2008 (2008)
- A Weekend at Hotel Campari (2008)
- 2009 (2009)
- Superhero? (2009)
- 17900 (2009)
- 2010 (2010)
- WOW (2010)
- 2011 (2011)
- Welcome to DJ Antoine (2011)
- Sky Is the Limit (2013)
- We Are the Party (2014)
- Provocateur (2016)
- The Time Is Now (2018)

### Remixy
- 2008 – Robin S, Steve Angello & Laidback Luke – Show me Love (this remix is like the real,but he just add sonds at this tune)
- 2007 – Baschi – Wenn das Gott wüsst
- 2006 – Mischa Daniëls – Take Me Higher
- 2005 – Roger Sanchez – Turn On The Music
- 2005 – ATB – Believe In Me
- 2005 – Major Boys – Sunshine On My Mind
- 2004 – America – Wake Up
- 2003 – Mambana – Libre
- 2002 – Robin S. – Show Me Love
- 2002 – Mary J. Blige – Dance For Me
- 2001 – The Disco Boys – Born to Be Alive
- 2001 – Nu Hope – I'll Be Back
- 2000 – Dominica – Gotta Let You Go
- 2000 – Groove Junkies – Music Is Life
- 2000 – TDN – Shame
- 1999 – Joey Negro – Must Be The Music
- 1998 – DJ Tatana – Summerstorm